# Гуннар Галле
Гуннар Галле (норв. Gunnar Halle, нар. 11 серпня 1965, Ларвік) — норвезький футболіст, що грав на позиції правого захисника. По завершенні ігрової кар'єри — тренер.
Виступав за низку норвезьких та англійських клубних команд, а також національну збірну Норвегії, у складі якої — учасник двох чемпіонатів світу.

## Клубна кар'єра
Народився 11 серпня 1965 року в місті Ларвік. Вихованець юнацьких команд футбольних клубів «Несьяр» та «Ларвік».
У дорослому футболі дебютував 1985 року виступами за «Ларвік». Того ж року перейшов до «Ліллестрема», в якому швидко став гравцем основного складу, допомігши команді здобути перемоги у чемпіонаті Норвегії в сезонах 1986 і 1989.
Навесні 1989 року за 280 тисяч фунтів перейшов до англійського «Олдем Атлетик». У першому ж сезоні допоміг команді підвищитися у класі до найвищого англійського дивізіону, де відіграв у складі «Олдема» три сезони, після чого ще три сезони захищав кольори команди знову у другій за силою лізі країни. Загалом у складі «Олдем Атлетик» взяв участь у понад 200 іграх чемпіонату. 1994 року також провів декілька матчів за «Ліллестрем» на правах оренди.
Взимку 1996 року за півмільйона фунтів перебрався до «Лідс Юнайтед», де виборов конкуренцію за місце основного правого оборонця в ірландця Гері Келлі. Але влітку 1999 року клуб придбав на цю ж позицію перспективного Денні Міллза, і норвежець був змушений шукати нову команду, якою на наступні три роки для нього став новачок Прем'єр-ліги «Бредфорд Сіті». 
Останньою англійською командою для Галле став «Вулвергемптон Вондерерз», за який він провів декілька матчів 2002 року, після чого повернувся на батьківщину, до «Ліллестрема».
Завершив ігрову кар'єру у команді п'ятого норвезького дивізіону «Аурског/Фінстадбру», де був граючим тренером 2004 року.

## Виступи за збірну
1987 року дебютував в офіційних матчах у складі національної збірної Норвегії. Протягом кар'єри у національній команді, яка тривала 13 років, провів у її формі 65 матчів, забивши 5 голів. При цьому більшість своїх голів за збірну фланговий захисник провів в одному матчі, відзначившись хет-триком у грі проти Сан-Марино.
У складі збірної був учасником чемпіонату світу 1994 року у США, де взяв участь у двох іграх групового етапу, а також  чемпіонату світу 1998 року у Франції, де його участь обмежилася одним матчем у групі.

## Кар'єра тренера
Отримавши перший тренерський досвід 2004 року як граючий тренер нижчолігового «Аурског/Фінстадбру», 2005 року був запрошений повернутися до «Ліллестрема» на позицію асистента головного тренера. Згодом працював на аналогічних посадах у командах «Вікінг», «Люн» та «Молде». Протягом 2009–2010 років був головним тренером «Люна».
Пропрацюювавши протягом 2013–2014 років на посаді очільника тренерського штабу «Стреммена», розпочав співпрацю з Норвезькою футбольною асоціацією, зайнявшись підготовкою юнацьких збірних команд країни різних вікових категорій.

## Титули і досягнення
- Чемпіон Норвегії (2):

«Ліллестрем»: 1986, 1989
- Володар Кубка Норвегії (1):

«Ліллестрем»: 1985